# Rudolf von Urbantschitsch
Rudolf Urbantschitsch (né le 28 avril 1879 à Vienne, mort le 18 décembre 1964 à Carmel-by-the-Sea) est un psychiatre et psychanalyste austro-américain.

## Biographie
Son père est l'otorhinolaryngologue Viktor Urbantschitsch (en). Il était le père de la créatrice de costumes et scénographe Elisabeth Urbancic (de), le grand-père du fils d'Elisabeth, l'acteur Christoph Waltz et l'oncle du compositeur et chef d'orchestre Victor Urbancic (en). Rudolf Urbantschitsch étudie la médecine à Vienne et fonde en 1908, après l'obtention de son diplôme en neurologie, un sanatorium, dont le bâtiment est dessiné par l'architecte Johann Kazda, et qu'il dirige jusqu'en 1920.
En 1908, Urbantschitsch devient membre de la Société psychanalytique de Vienne fondée par Sigmund Freud.
Persécuté par le régime nazi qui brûle ses livres, il s'exile aux États-Unis en 1936, où il reprend ses activités de psychanalyse, d'analyse didactique. Il prend la nationalité américaine en 1943 sous le nom de Rudolf von Urban.
Sous le pseudonyme de Georg Gorgone, il écrit des pièces de théâtre et des romans.